# سد شنجور
سد شنجور، سدی خاکی با هسته رسی در ۱۰ کیلومتری شرق شهر قروه درجزین و ۴۰۰ متری روستا شنجور در شهرستان درگزین استان همدان است.
آب این سد برای تامین آب آشامیدنی، کشاورزی و صنعت بخش قروه درجزین مصرف می‌شود. مطابق تخصیص آب این سد، به صورت متوسط ۳ میلیون مترمکعب آب برای شرب و صنعت، ۲ میلیون مترمکعب در کشاورزی و ۰.۵ میلیون متر مکعب برای محیط زیست منطقه مصرف خواهد شد.